# Sekara
Sekara is een bestuurslaag in het regentschap Indragiri Hilir van de provincie Riau, Indonesië. Sekara telt 2444 inwoners (volkstelling 2010).